# Vieux tatar
Le vieux tatar (ou vieux bachkir, ou turc de la Volga, ou turki ouralo-volgaïque) (en tatar : İske Tatar Tele, иске татар теле, يسكى تاتار تلى ; en bachkir : Урал-Волга буйы төрки теле) est une langue éteinte anciennement parlée dans la région de la Volga. Il est l'ancêtre du tatar et du bachkir, actuellement parlés au Tatarstan et au Bachkortostan respectivement. Les langues se seraient séparées au XIVe siècle.

## Système d'écriture
Cette langue a utilisé l'alphabet arabe qui a évolué pour devenir l'İske imlâ en 1870 empruntant plusieurs lettres à l'alphabet perso-arabe et à l'alphabet tchaghataï. À partir de 1920, cette écriture a été remplacée par la yaña imlâ pour écrire le tatar moderne. Le tatar passe à l'alphabet cyrillique en 1928.

## Classification
Le vieux tatar appartient à la branche kiptchak des langues turques. Il est l'ancêtre des langues kiptchak du Nord. Il a été en partie influencé par le bolghar. Il contient des emprunts à l'arabe et au persan.

## Histoire
La première attestation de cette langue est un poème supposément écrit par Qol Ghali en Bulgarie de la Volga. Le vieux tatar était une des langues turques ayant une tradition littéraire durant le Moyen Âge, avec le turc ottoman, l'azéri, le couman et le tchaghataï.
Le vieux tatar est resté une langue littéraire longtemps après l'émergence du tatar. Le premier journal à être écrit en tatar moderne a été publié en 1905.